# 支廳
支廳又稱地方廳，為日本都道府縣下的次級行政組織，負責處理所屬都道府縣的地區事務，並非自治機關，支廳的首長由上轄的都道府縣指派。

## 概要
目前在東京都、島根縣、宮崎縣和鹿兒島縣等離島地區共設有8個支廳；此外，山形縣也切割4個區域，分別設置支廳。
日本支廳源自於1871年7月廢藩置縣後，將原有3府72縣陸續進行合併，為了協助合併事務，部份被合併的縣成為為支廳。而北海道由於土地廣大，原有的郡行政管轄範圍太小，因此北海道於1897年開始設置支廳以協助行政事務道廳。1922年，北海道重新調整支廳為14支廳的架構。於1947年5月3日新的地方自治法開始實施後，北海道的支廳確定負責分擔北海道廳的事務，成為北海道廳的派出機構。2010年4月1日，北海道废除支厅，改设为（综合）振兴局。
北海道以外的府縣，於1926年7月1日在18府縣曾分別設置了25個支廳，但多數支廳已先後廢除，或改為地方辦事處、振興局、行政中心或縣民局；千葉縣的支廳於2004年（平成16年）廢止，冲绳縣的支廳於2009年廢止。目前僅有山形縣及部分岛屿地區設有支廳組織。
此外，二次大戰前，日本也曾在日治台灣、庫頁島南部的樺太廳和管轄委任統治的南洋廳等地之下設置過支廳。

## 支廳及同級組織一覽
（括號內為支廳所在地）

### 北海道
- 石狩振兴局（札幌市中央區）
- 空知综合振兴局（岩見澤市）
- 后志综合振兴局（虻田郡俱知安町）
- 膽振综合振兴局（室蘭市）
- 日高振兴局（浦河郡浦河町）
- 渡島综合振兴局（函館市）
- 檜山振兴局（檜山郡江差町）
- 上川综合振兴局（旭川市）
- 留萌振兴局（留萌市）
- 宗谷综合振兴局（稚內市）
- 鄂霍次克综合振兴局（網走市）
- 十胜综合振兴局（帶廣市）
- 钏路综合振兴局（釧路市）
- 根室振兴局（根室市）

### 秋田縣
- 鹿角地域振興局（鹿角市）
- 北秋田地域振興局（北秋田市）
- 山本地域振興局（能代市）
- 秋田地域振興局（秋田市）
- 由利地域振興局（由利本莊市）
- 仙北地域振興局（大仙市）
- 平鹿地域振興局（橫手市）
- 雄勝地域振興局（湯澤市）

### 山形縣
- 村山綜合支廳（山形市、山形縣村山地方）
- 最上綜合支廳（新市、山形縣最上地方）
- 置賜綜合支廳（米澤市、山形縣置賜地方）
- 庄內綜合支廳（東田川郡三川町、山形縣庄內地方）

### 東京都
- 大島支廳（大島町）
- 三宅支廳（三宅村）
- 八丈支廳（八丈町）
- 小笠原支廳（小笠原村）

### 大阪府
- 三島府民中心（茨木市）
- 豐能府民中心（池田市）
- 北河內府民中心（枚方市）
- 中河內府民中心（八尾市）
- 南河內府民中心（富田林市）
- 泉北府民中心（堺市）
- 泉南府民中心（岸和田市）

### 兵庫縣
- 神戶縣民中心（神戶市）
- 阪神北縣民局（寶塚市）
- 阪神南縣民中心（尼崎市）
- 丹波縣民局（丹波市）
- 但馬縣民局（豐岡市）
- 北播磨縣民局（加東市）
- 東播磨縣民局（加古川市）
- 中播磨縣民中心（姬路市）
- 西播磨縣民局（赤穗郡上郡町）
- 淡路縣民局（洲本市）

### 島根縣
- 隱岐支廳（隱岐之島町）

### 岡山縣
- 備前縣民局（岡山市）
- 備中縣民局（倉敷市）
- 美作縣民局（津山市）

### 長崎縣
- 壹岐地方局（壹岐市）
- 五島地方局（五島市）
- 對馬地方局（對馬市）

### 宮崎縣
- 西臼杵支廳（高千穗町）

### 鹿兒島縣
- 鹿兒島地域振興局（鹿兒島市）
- 北薩地域振興局（薩摩川內市）
- 南薩地域振興局（南薩摩市）
- 姶良・伊佐地域振興局（姶良郡加治木町）
- 大隅地域振興局（鹿屋市）
- 熊毛支廳（西之表市）
- 大島支廳（奄美市）

### 沖繩縣
- 宮古事务所（宮古島市）
- 八重山事务所（石垣市）

## 過去外地的支廳

### 樺太廳
- 豐原支廳（豐原市）1907年4月～1949年6月，1937年7月～1942年10月一度更名為豐榮支廳
  - 大泊支廳（大泊郡大泊町） 1907年4月～1942年10月
  - 留多加支廳（留多加郡留多加町） 1922年10月～1924年12月
- 敷香支廳（敷香郡敷香町） 1908年12月～1949年6月
  - 元泊支廳（元泊郡元泊村） 1922年10月～1942年10月
- 真岡支廳（真岡郡真岡町） 1907年4月～1949年6月
  - 久春內支廳（泊居郡久春內村） 1913年6月～1913年10月
  - 泊居支廳（泊居郡泊居町） 1913年10月～1942年10月
  - 本斗支廳（本斗郡本斗町） 1922年10月～1942年10月
- 惠須取支廳（惠須取郡惠須取町） 1940年1月～1949年6月
  - 名好支廳（名好郡名好町） 1908年12月～1913年6月
  - 鵜城支廳（惠須取郡鵜城村） 1922年10月～1924年12月

### 臺灣
日治臺灣於1895年實施三縣一廳時，於各縣底下規劃有支廳:156。到了1897年實施六縣三廳制時，裁撤原本設在各縣底下的支廳，改為「辨務署」:167。1901年行政區劃大幅調整，全臺分為二十廳，在廳下設有支廳:227。1920年，臺灣西部廢廳改州，支廳也跟著改為州下的郡:284。1937年東部的廳下轄支廳亦改為郡:317。在二戰結束時，全臺僅剩澎湖廳有轄馬公、望安兩個支廳，其餘均已改為郡:328。

### 南洋廳
- 1939年：
  - サイパン（Saipan，塞班）支廳：北馬里亞納群島（塞班島、天寧島、羅塔島）
  - パラオ（Parao，帛琉）支廳：帛琉（巴伯爾圖阿普島、科羅爾島、安加爾島）
  - ヤップ（Yappu，雅浦）支廳：加羅林群島西部（雅浦島）
  - トラック（Torakku，特魯克）支廳：加羅林群島中部（特魯克環礁）
  - ポナペ（Ponape，波納佩）支廳：加羅林群島東部（波納佩島、科斯雷島）
  - ヤルート（Yarūto，賈盧伊特）支廳：馬紹爾群島 (賈盧伊特環礁)
- 1943年：
  - 北部支廳：馬里亞納群島（原サイパン支廳、美屬關島1941年12月11日日本占領）
  - 東部支廳：加羅林群島東部（原トラック、ポナペ、ヤルート支廳）
  - 西部支廳：加羅林群島西部（原パラオ、ヤップ支廳）